# Mehki sir
Mêhki síri so siri, v katerih znaša količina vode v nemaščobni snovi sira (v/ns) od 63 do 73 odstotkov, tako da ti siri po zorenju vsebujejo še od 50 do 55 odstotkov absolutne vode. Absolutna voda torej označuje celotno količino vode v siru po zorjenju, in je lahko izražena v gramih na kilogram sira ali v odstotkih.

## Delitev sirov
Glede na vsebnost vode v nemaščobnem delu sira:
| zelo trdi siri | do 30 % vode       | siri tipa parmezan: (grana padano, parmigiano lodigiano, parmigiano emiliano, parmigiano reggiano), zbrinc                                                 |
| trdi siri      | od 35 do 45 % vode | bra, tolminc, ementalec, grojer, alpkäse, bohinjski sir, čedar, fontina, fiore sardo, grojer, kačkavalj, montasio, nanoški sir, pecorino, kraški ovčji sir |
| poltrdi siri   | od 40 do 50 % vode | edamec, gavda, tilzit, trapist, maasdamec |
| mehki siri     | nad 50 % vode      | siri s plesnijo v testu ali na površini, siri z mažo na površini                                                                                           |
| sveži siri     | od 85 do 87 % vode | mocarela, skuta, cottage cheese, mascarpone, skyr |

## Druge lastnosti mehkih sirov
Značilne lastnosti sira se oblikujejo v nemaščobni snovi sira, ki je precej stalen parameter sirov. Običajno naredijo bakterije na površini mehkih sirov plesnivo oblogo (skorjo). Mehke sire lahko delimo tudi na sire s plesnijo v testu ali na površini. Prisotni mikroorganizmi prispevajo k okusu sirov in povzročajo nastajanje lukenj (očesc) v siru. Nekateri med mehkimi siri so smetanasto mehki in mazavi (npr. vacherin). Če ti siri zorijo dlje časa, spremenijo trdnost in postanejo celo tekoči.

### Siri s plesnijo ali mažo
Mehki siri imajo lahko v testu in/ali na površini plemenito plesen, lahko pa so površinsko zaščiteni:
- siri z modrozeleno plesnijo: gorgonzola, rokfor;
- siri z belo plesnijo: brie, kamamber;
- siri z rdečo mažo na površini: limburški sir, romadur;
- siri z rumeno mažo na površini: blatacke zlato.